# 白色水鳥青年陣線
白色水鳥青年陣線，常被簡稱為白鳥青，台灣社會運動團體。是由一群關心內湖區保護區的七八年級生所組成。從2014年4月都委會會議主席張金鶚副市長做出：「通盤檢討，但可優先審議」的結論後，決定組織起來，成立青年團體，強烈譴責財團與政府官員勾結、違法開發保護區。

## 歷史
- 2013年4月，都委會會議主席張金鶚副市長做出：「通盤檢討，但可優先審議」的折衷案[2]。引起一群關心內湖區保護區的青年不滿，進而組織白色水鳥青年陣線，以爭取保護區權益。
  - 主要訴求：強烈譴責財團與政府官員勾結、違法開發保護區。

- 2014年6月26日，台北市都市計畫委員會在第660次會議中討論「全市性保護區處理原則，以及是否進行全市性保護區通盤檢討」，企圖對全台北市的保護區痛下毒手。在通盤檢討案中，關於保護區的土地使用檢討原則第3.-(3)寫到「為發展文化、教育、慈善、醫療等公益使用需求，需利用保護區土地作為發展特定專用區使用，得將無潛在地質災害或環境敏感之保護區，檢討變更為特定專用區。」此原則與慈濟案的變更理由不謀而合，堪稱「為慈濟量身訂作」的。這是「量身訂作、護航特權」的機制。該原則第3.-(4)「特有天然資源及地方產業特色聚落之保護區,為避免景觀凌亂及土地資源遭受污染及破壞,得檢討變更為特定專用區以利有效管理，提升土地及資源之使用及環境管理效益。」這就是「就地合法」。當天早上，白鳥青與響應保護區戰爭動員的盟友們在現場向都委會施壓，讓都委會主席張金鶚副市長最後態度放軟，委員會決議刪除此原則，要求都發局在3至6個月完成全市保護區的檢討調查及處理原則，再提委員會審議。[3][4]
  - 2014年6月23日，白鳥青發出史上最黑箱，保護區消失秘辛！保護區戰爭甲級動員！[5]
  - 2014年6月25日，保護區戰爭前一天的記者會上，地球公民基金會的廖本全教授表示：這根本就是對保護區「開門」的原則，就是「處理掉」保護區的原則。
  - 2014年6月26日，響應保護區戰爭動員的盟友們有：割闌尾計畫/港湖公民陣線、台灣獨立革命軍TIRA、內湖保護區守護聯盟、松菸護樹等等。

## 友好社團
因為理念相近，白色水鳥青年陣線與多個公民社團有合作關係。
與白色水鳥青年陣線友好的社團合計有：割闌尾計畫/港湖公民陣線、台灣獨立革命軍TIRA、內湖保護區守護聯盟、松菸護樹等等。

## 外部連結
- 白色水鳥青年陣線臉書頁
- 白色水鳥青年陣線部落格 （页面存档备份，存于）